# Вимсхайм
Вимсхайм (нем. Wimsheim) — община в Германии, районный центр, расположен в земле Баден-Вюртемберг. 
Подчиняется административному округу Карлсруэ. Входит в состав района Энц.  Население составляет 2687 человек (на 31 декабря 2010 года). Занимает площадь 8,06 км².